# 愛知県道320号幸田幡豆線
愛知県道320号幸田幡豆線（あいちけんどう320ごう こうたはずせん）は、愛知県額田郡幸田町と愛知県西尾市を結ぶ一般県道である。

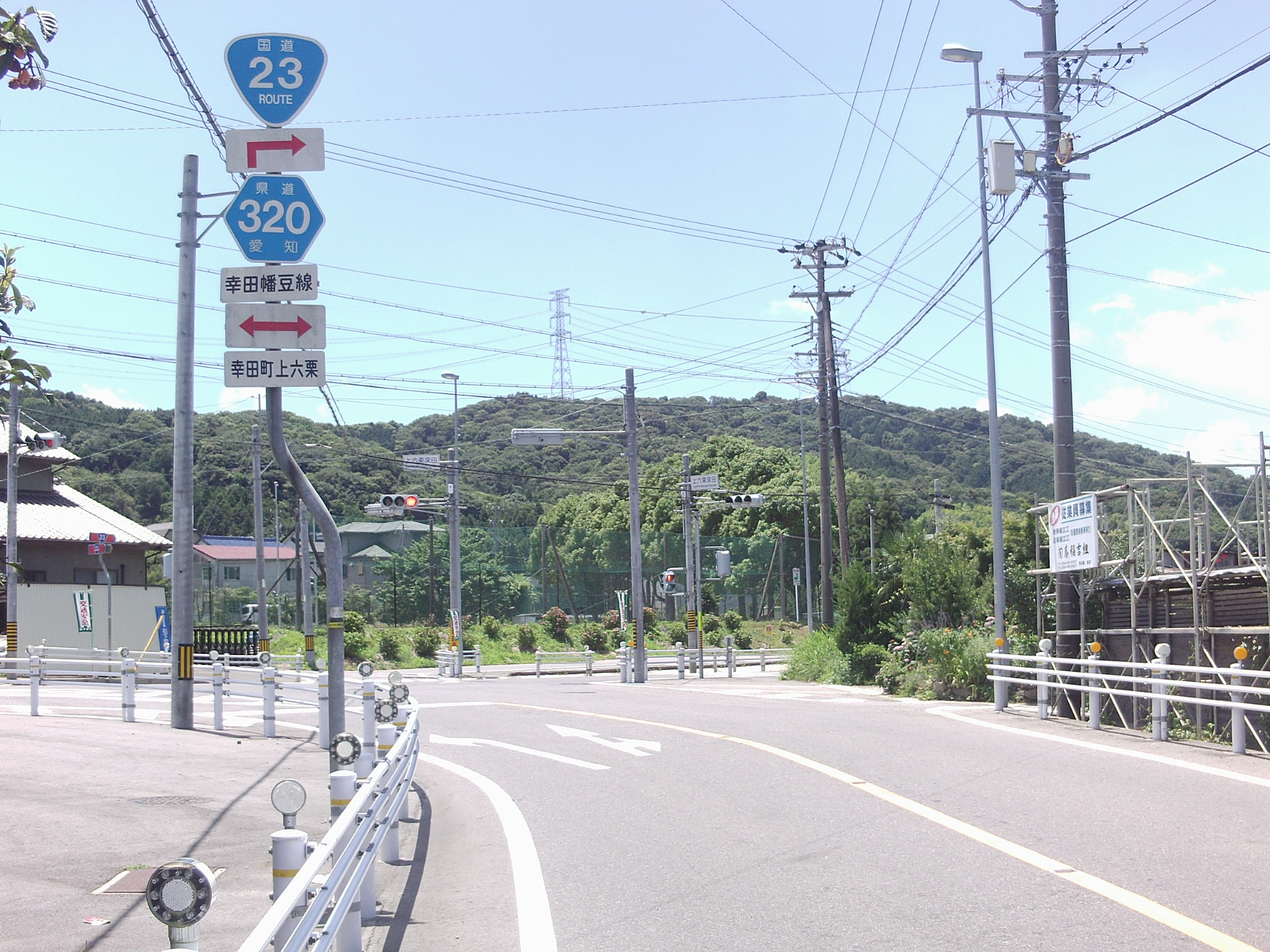
幸田町側。国道23号との重複区間。

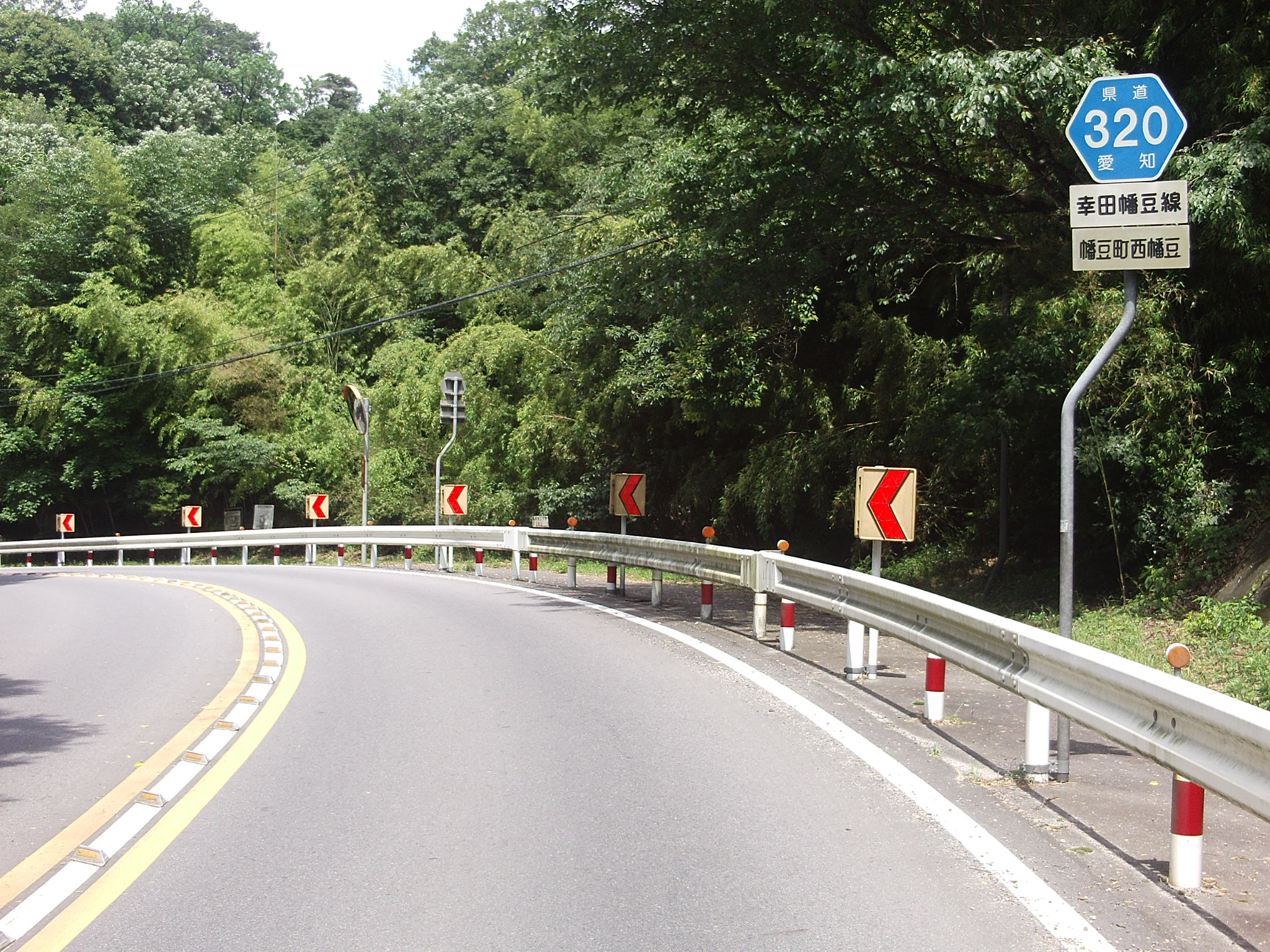
西幡豆。旧吉良町（現･西尾市の市域）との境界線。花木団地付近。

## 概要

### 路線データ
- 起点：愛知県額田郡幸田町六栗（大迫交差点）
- 終点：愛知県西尾市西幡豆町（新後田橋東交差点）

## 沿革
- 1959年12月15日：認定

## 通過する自治体
- 愛知県
  - 額田郡幸田町
  - 西尾市

## 接続道路
- 愛知県道292号幸田石井線（大迫交差点）
- 国道23号・愛知県道383号蒲郡碧南線（上六栗交差点・桐山西交差点間で重複）
- 国道23号（岡崎バイパス：幸田桐山IC）
- 愛知県道318号宮迫今川線（吉良町宮迫観音田・宮迫交差点間で重複）
- 愛知県道41号西尾幸田線（宮迫交差点）
- 国道247号（新後田橋東交差点）